# 18
Glej tudi: število 18
18 (XVIII) je bilo navadno leto, ki se je po julijanskem koledarju začelo na soboto.

## Smrti
- Ovid, rimski pesnik (ali 17)